# Namdev
Namdev (pronunciación: [naːmdeʋ]), también transliterado como Nam Dayv, Namdeo o Namadeva, (tradicionalmente, ca. 26 de octubre de 1270 – ca. 3 de julio de 1350) fue un santo vaishnava maratí originario de Narsi, en Hingoli (Maharashtra), durante la India medieval, dentro de la tradición Varkari del hinduismo. Fue un devoto de la deidad Vithoba de Pandharpur.
Namdev fue influenciado por el vaisnavismo y se hizo ampliamente conocido en la India por sus canciones devocionales acompañadas de música (bhajan-kirtans). Su filosofía contiene elementos tanto del brahman sin atributos (nirguna) como del brahman con atributos (saguna), con temas propios del Vedanta.
El legado de Namdev es recordado en tiempos modernos dentro de la tradición Varkari, junto al de otros gurús, mediante peregrinaciones multitudinarias que se realizan dos veces al año hacia Pandharpur, en Maharashtra.
También es reconocido en las tradiciones del norte de la India, como las de los Dadu Panthis, Kabir Panthis y los sijs.
Algunos himnos de Namdev están incluidos en el Guru Granth Sahib.

## Vida
Los detalles de la vida de Namdev son imprecisos. Su apellido familiar se cree que era Relekar, común entre las castas Bhavsar y Namdev shimpi. Tradicionalmente se cree que vivió entre los años 1270 y 1350, aunque S. B. Kulkarni ha propuesto que las fechas más probables son 1207–1287, basándose en análisis textuales. Algunos estudiosos lo sitúan hacia el año 1425, y otros, como R. Bharadvaj, proponen 1309–1372. Según Christian Novetzke, es
«una de las voces más prominentes en el estudio histórico de las figuras santas de Maharashtra».
Se dice que su primer milagro, siendo aún niño, fue conseguir que un ídolo de Vithoba bebiera leche.
Namdev estuvo casado con Rajai y tuvo un hijo llamado Vitha, ambos de los cuales escribieron sobre él, al igual que su madre, Gonai. También existen referencias contemporáneas escritas por discípulos, un alfarero, un gurú y otros allegados. No existen menciones a Namdev en los registros o inscripciones de la familia gobernante de la época. La primera mención no varkari parece ser en el Leela Charitra, una biografía de la escuela Mahanubhava datada en 1278. El Smrtisthala, otro texto mahanubhava de alrededor de 1310, también podría referirse a él. Después de esto, no hay más menciones hasta una bakhar (crónica) alrededor del año 1538.
Según el hagiógrafo Mahipati del siglo XVIII, los padres de Namdev fueron Damashet y Gonai, una pareja anciana y sin hijos que recibió la bendición de la paternidad tras hallar al niño flotando en un río. Como otros elementos de su vida, este detalle podría haber sido inventado para evitar controversias. En este caso, la posible controversia era la cuestión de la casta, en concreto su posición dentro del sistema de varna hindú. Nació en lo que generalmente se reconoce como casta kshatriya (क्षत्रिय), registrada en maratí como shimpi (sastre), y en el norte de la India como Chhipa, Chhimpa, Chhimba o chimpi. Sus seguidores, tanto en Maharashtra como en el norte, prefieren considerarlo kshatriya.
Existen tradiciones contradictorias sobre su lugar de nacimiento. Algunas fuentes afirman que nació en Narsi Bahmani, a orillas del río Krishná, en la región de Marathwada; otras lo sitúan cerca de Pandharpur, a orillas del río Bhima. También se cree que fue sastre o impresor de calicó y que pasó gran parte de su vida en el Punyab. Sin embargo, el Lilacaritra sugiere que Namdev fue un ladrón de ganado devoto de Vithoba.
Una amistad entre Namdev y Jñaneshwar, un yogui-santo, ha sido planteada al menos desde el año 1600, cuando el hagiógrafo Nabhadas la mencionó en su obra Bhaktamal. Jñaneshwar, también conocido como Jñandev, nunca se refirió a Namdev en sus escritos, quizás porque no tenía motivo para hacerlo. Novetzke señala que
«las canciones de Jñandev rara vez se centraban en la biografía o autobiografía; la verdad histórica de su amistad queda fuera de mi alcance y sigue siendo un tema debatido en la erudición maratí desde hace más de un siglo».
Namdev es considerado por los sijs como un hombre santo (bhagat), muchos de los cuales provenían de castas bajas y también eran vistos como reformadores sociales. Estos santos, tanto hindúes como musulmanes, escribían poesía devocional en un estilo compatible con las creencias del sijismo.
Una tradición de Maharashtra sostiene que Namdev murió a los 80 años, en el año 1350. Según la tradición sij, falleció en la aldea de Ghuman, en el Punjab, aunque esto no es aceptado de forma unánime. Además del santuario en Ghuman que marca su lugar de fallecimiento, existen monumentos en los otros lugares reclamados: Pandharpur y Narsi Bahmani.

## Obra

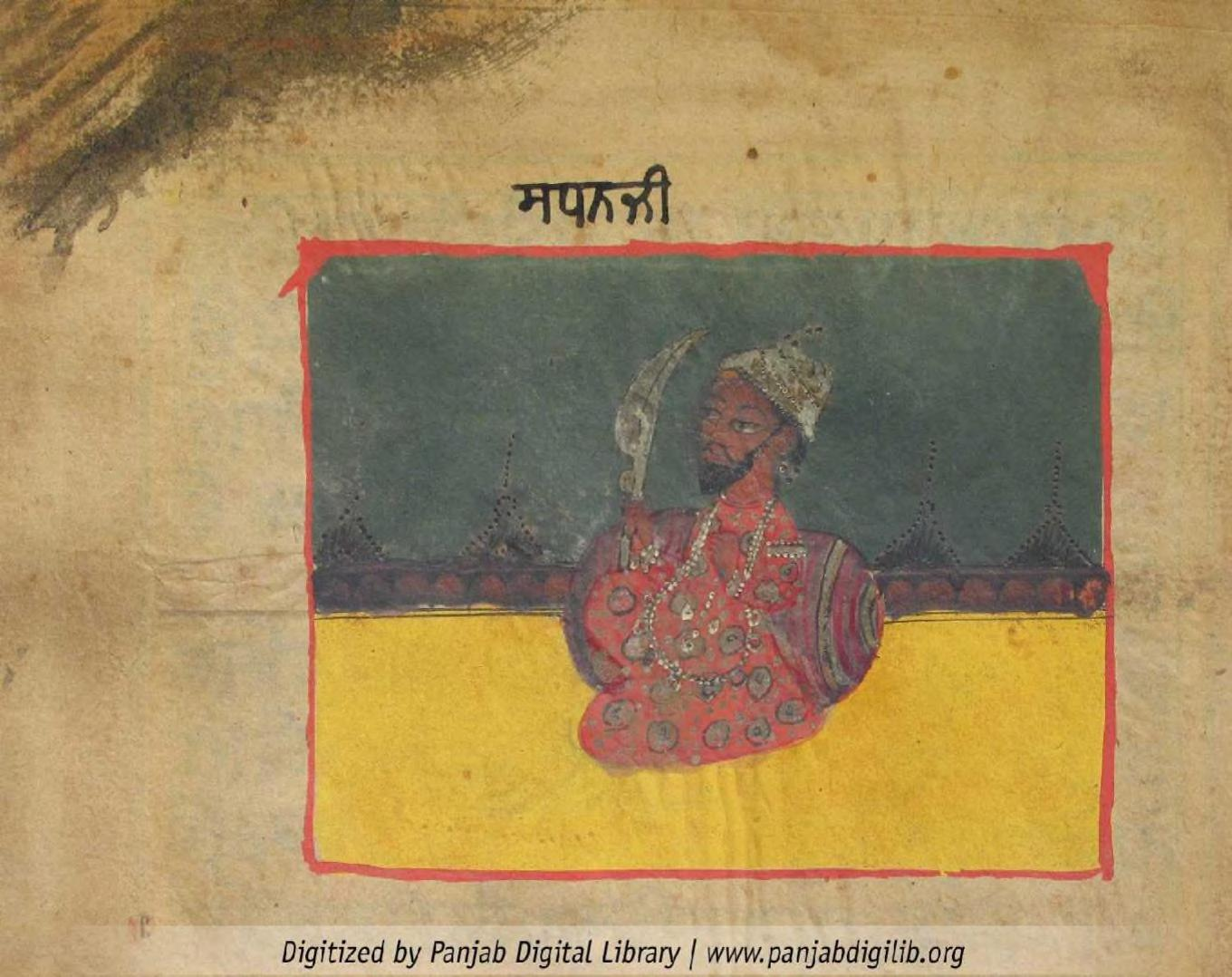
Pintura de Bhagat Namdev, de un manuscrito ilustrado del Prem Ambodh Pothi

Las obras literarias de Namdev estuvieron influenciadas por la filosofía vaisnava y una firme devoción por Vithoba. Junto con el Jñānēśvarī, obra sagrada de Jñaneshwar, y los escritos de maestros del movimiento bhakti como Tukaram, los textos de Namdev constituyen la base doctrinal de las creencias de la escuela Varkari del hinduismo. Fue, por tanto, uno de los principales responsables de la difusión de la fe monoteísta de los varkaris, surgida inicialmente en Karnataka a mediados del siglo XII y que luego se extendió a Pandharpur, en Maharashtra.
Namdev y Jñaneshwar emplearon el idioma maratí para expresar sus creencias. El estilo de Namdev consistía en componer alabanzas sencillas a Vithoba y emplear un recurso melódico llamado samkirtana, accesible para el pueblo llano. Según Shima Iwao:
«enseñó que todos podían salvarse por igual, sin importar la casta, mediante la devoción (bhakti) a Vithoba»
Y ejerció una gran influencia sobre grupos sociales marginados por las élites brahmánicas, como los shudras y los considerados intocables.
El primer registro antológico de las obras de Namdev aparece en el Guru Granth Sahib, las escrituras del sijismo, compiladas en 1604. Aunque la mayoría de los manuscritos que conservan sus himnos datan de los siglos XVII y XVIII, Christian Novetzke menciona la existencia de un manuscrito del año 1581 que presenta una versión poco conocida de la Tirthavli, una obra autobiográfica de Namdev en maratí.
Todo indica que la recopilación del Guru Granth Sahib ji ofrece una representación fiel de lo que escribió Namdev. La tradición oral probablemente explica muchos de los cambios y añadidos que fueron apareciendo con el tiempo. Los numerosos manuscritos posteriores también muestran variantes textuales y adiciones atribuidas a él. De los aproximadamente 2500 abhangs (poemas devocionales) que se le atribuyen y que están escritos en maratí, se estima que solo entre 600 y 700 son auténticos. Los manuscritos conservados están geográficamente dispersos y su procedencia es incierta.

## Bhajans
Los padas de Namdev no son simples poemas, según afirman Winand M. Callewaert y Mukund Lath. Como otros santos del movimiento bhakti, Namdev compuso bhajans, es decir, canciones destinadas a ser cantadas con acompañamiento musical. El término bhajan significa literalmente «algo disfrutado o compartido».
Las canciones de Namdev fueron compuestas para ser melodiosas y transmitir un mensaje espiritual. Se basaban en una de las muchas tradiciones musicales antiguas de la India. Los bhajans de Namdev, según Callewaert y Lath, empleaban especies particulares de raag, utilizaban la bhanita (o chhap, la firma del autor dentro del poema, en su caso «Nama»), una tek (o dhruva, estribillo repetido), y un patrón métrico que ayudaba a armonizar la letra con el instrumento musical, todo ello siguiendo manuales de sangita refinados entre los siglos VIII y XIII.
El género musical de las obras de Namdev era una forma de prabandha, un género extenso y rico que incluye formas como el dhrupad, thumri, tappa, geet y bhajan, entre otras. En algunas especies musicales de la India, la música tiene mayor protagonismo que la letra o su significado. En cambio, en los bhajans de Namdev, el mensaje espiritual contenido en las palabras ocupa un lugar central, y su estructura está en armonía con el canto y la música.
Las canciones y melodías que acompañaban a las obras de Namdev se transmitían de forma oral, generación tras generación, a través del sistema de enseñanza guru-shishya parampara (tradición maestro-discípulo), dentro de las gharanas o linajes musicales.
Callewaert y Lath afirman que «cada canción de Namdev es una unidad musical y textual, y esta unidad es la base del análisis textual». La estructura de estas canciones incluía antaras, que son la unidad independiente más pequeña y que puede ser movida, omitida o añadida sin alterar la armonía ni el significado, cuando un bhajan se interpreta con música. En las canciones de Namdev, el patrón métrico predominante es el caturasra, es decir, un avarta (ciclo métrico) de patrón cuadrado 4x4 de matras (tiempos o pulsos musicales).

## Compilaciones
La obra de Namdev es conocida por sus abhangs, un género de poesía devocional cantada propio de la India. Sus poemas se transmitieron de generación en generación dentro de familias dedicadas al canto, y durante siglos la memoria oral fue el único medio de conservación tras su muerte.
Los repertorios crecieron con el tiempo, ya que los artistas añadían nuevas canciones a su colección. Los manuscritos más antiguos que se conservan con canciones atribuidas a Namdev por estas familias cantoras datan del siglo XVII. Existe una amplia variedad de estos manuscritos, que no han sido aún recopilados ni archivados en una edición crítica única.
El gobierno del estado de Maharashtra realizó un esfuerzo significativo para recopilar la obra de Namdev a partir de diversos manuscritos, publicando en 1970 la edición titulada Sri Namdev Gatha.
El Adi Granth del sijismo incluye una compilación de 61 canciones de Namdev. Sin embargo, de estas, solo 25 aparecen en los manuscritos relacionados con Namdev que se conservan en Rajastán.
Según Winand Callewaert, los poemas de Namdev en el Adi Granth y los manuscritos rajasthanies supervivientes son considerablemente diferentes desde el punto de vista musical y morfológico, pero probablemente evolucionaron a partir de una fuente común muy antigua.

## Autoría anamnésica
De los miles de abhangs atribuidos a Namdev, se estima que solo entre 600 y 700 son auténticos. Los demás poemas se le adjudican como parte de un fenómeno que Christian Novetzke denomina «autoría anamnésica».
Estas composiciones posteriores, y sus verdaderos autores, ocultaron deliberadamente la autoría real de los textos, en un proceso colectivo que se extendió desde el siglo XIV hasta el XVIII. Este periodo es descrito en la cultura de Maharashtra como una "edad oscura", marcada por las conquistas musulmanas y la represión de los hindúes bajo el Sultanato de Delhi y el Imperio mogol.
Las obras literarias que no fueron compuestas por Namdev, pero que se le atribuyen, fueron en parte producto de este sufrimiento histórico y de la situación política que vivía la región del Dékkan en la India.
Algunos poemas escritos por otro poeta llamado Vishnudas Namadev, que vivió en el siglo XV, también fueron atribuidos al santo Namdev. Entre ellos se encuentran conocidas aartis maratíes dedicadas a Vithoba como Yuge Atthavis y Yei O Vitthale.

## Filosofía
Namdev fue influenciado por la filosofía vaisnava. Sus poemas a veces invocan a Vithoba, otras veces a Vishnu-Krishna como Govind-Hari, pero en un contexto más amplio en torno a Rama. Según Ronald McGregor, en estos casos Rama no se refiere al héroe del Ramayana, sino a un Ser Supremo panteísta.

La visión de Namdev sobre Rama solo puede entenderse —añade McGregor— como la del único y verdadero Maestro del ser humano (satguru).

Sin embargo, esta es una observación basada en himnos cuya autoría atribuida a Namdev no es completamente segura, y podrían haber sido interpolaciones. Por ejemplo, el siguiente himno critica la adoración ritualista de los dioses hindúes y propone un único Dios omnipresente:

Oh Pándit, vi a tu gran dios Shiva, cabalgando sobre un toro blanco.

En casa del comerciante se le preparó un banquete – mató al hijo del comerciante.

Oh Pándit, también vi venir a tu Rama Chand; perdió a su esposa luchando contra Rávan.

El hindú no ve; el musulmán tiene un solo ojo.

El maestro espiritual es más sabio que ambos.

El hindú adora en el templo, el musulmán en la mezquita.

Naam Dayv sirve a ese Señor, que no se limita ni al templo ni a la mezquita.

— Namdev, Guru Granth Sahib 874–875

Una piedra se adorna con amor, mientras otra se pisa.

Si una es dios, entonces la otra también debe serlo.

Dice Naam Dayv, yo sirvo al Señor.

— Namdev, Guru Granth Sahib 525

Las tradiciones indias atribuyen a Namdev diversas visiones teosóficas. En el norte de la India, se lo considera un nirguna bhakta (devoto del dios sin atributos), mientras que en la cultura maratí es visto como un saguna bhakta (devoto del dios con forma).
En la literatura de Namdev, la devoción como camino hacia la liberación es considerada superior a otros caminos. Christian Novetzke afirma que la devoción concebida no es unidireccional del devoto hacia Vishnu, sino bidireccional:

Krishna (Vishnu) es esclavo de Namdev, y Namdev es esclavo de Vishnu.

Para Namdev, los rituales mecánicos carecen de valor; las peregrinaciones son inútiles; lo que importa es la meditación profunda y la devoción amorosa mutua. Namdev y otros poetas sants de la India fueron influenciados por la visión monista del Ser Supremo (brahman), que se expresa, en lengua vernácula, no como devoción a una deidad específica, sino como amor devocional hacia ese Absoluto.
Las canciones de Namdev sugieren que lo divino reside en uno mismo, su no-dualidad, su presencia y unidad en todos y en todo.
En resumen, Klaus Witz afirma que, como en casi todos los poetas del movimiento bhakti:

Las enseñanzas de los Upanishads forman un sustrato omnipresente, si no la base misma. Estamos ante una situación sin paralelo en Occidente: la Sabiduría Suprema —que puede entenderse como no teísta y como una tradición de sabiduría independiente (no dependiente de los Vedas)— aparece fusionada con el más alto nivel de bhakti y con la máxima realización de Dios.

## Fiabilidad de las hagiografías
Los estudiosos señalan que muchos milagros y detalles sobre la vida de Namdev solo aparecen en manuscritos redactados siglos después de su muerte. La teoría de su nacimiento flotando por un río aparece por primera vez en el Bhaktavijay de Mahipati, compuesto hacia 1762, y está ausente en todas las biografías anteriores de Namdev. La biografía de Mahipati añade numerosos milagros, como edificios que giran o el sol que sale por el oeste como muestra de respeto hacia Namdev.
Las biografías más antiguas que se conservan en hindi y rajasthani, fechadas hacia el año 1600, solo mencionan unos pocos milagros atribuidos a Namdev. En las biografías publicadas después de 1600 y hasta finales del siglo XX, aparecen progresivamente nuevos detalles de su vida y más milagros con el paso del tiempo.
Las primeras biografías jamás mencionan la casta de Namdev, y esta aparece por primera vez en manuscritos que incluyen declaraciones atribuidas a Ravidas y Dhana a inicios del siglo XVII. El milagro de la concepción inmaculada de Namdev, mencionado en manuscritos de épocas posteriores, es, según Novetzke, una historia que se repite con frecuencia en relatos de otros sants de la India.
Las biografías de Namdev en los manuscritos medievales son inconsistentes y contradictorias, lo que alimenta las dudas sobre su fiabilidad.

## Legado

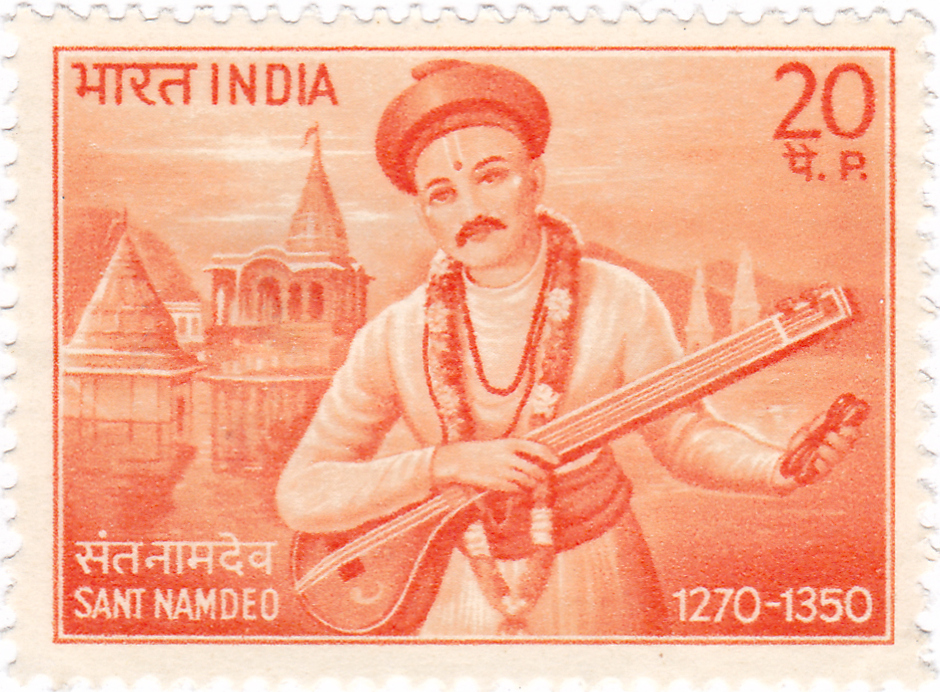
Namdev en un sello de la India de 1970.

Junto con las obras de otros santos como Jñaneshwar y Tukaram, los escritos de Namdev forman la base doctrinal de las creencias de la escuela Varkari del hinduismo. Fue uno de los principales difusores del culto a Vithoba, surgido en el siglo XII. Namdev escribió su poesía en maratí, lo que permitió que fuera accesible a un público amplio. Sus palabras sencillas de devoción y el uso de la melodía conectaron con la gente común, lo cual facilitó la expansión de su mensaje. Según Ronald McGregor, Namdev desempeñó un papel fundamental en la formación de la base religiosa de la «cultura premoderna y moderna del norte de la India».
Durante las sesiones comunitarias de canto devocional (bhajan), Namdev atrajo a personas de distintas clases y castas. Sus compañeros de culto incluían a Kanhopatra (una bailarina), Sena (un barbero), Savata (un jardinero), Chokhamela (un intocable), Janabai (una sirvienta), Gora (un alfarero), Narahari (un orfebre) y Jñaneshwar (también conocido como Dnyandev, un brahmán). La estrecha amistad entre Namdev y el influyente Jñaneshwar, un yogui y brahmán, se menciona en el Bhaktamal.
Las canciones de Namdev, también llamadas kirtans, utilizan el término loka, que, según Christian Novetzke, hace referencia a «nosotros, el pueblo» y al «mundo humano» como fuerza social.
Namdev es considerado uno de los cinco gurús venerados dentro de la tradición Dadupanth del hinduismo. Los otros cuatro son Dadu, Kabir, Ravidas y Hardas. Los dadupanthis prosperaron en Rajastán, creando y recopilando poemas bhakti, incluyendo una de las colecciones más extensas de canciones de Namdev.
También formaban parte de los ascetas guerreros de origen rajput que se expandieron por el norte de la India en los siglos XVII y XVIII. Eran sannyasis que participaron en la resistencia armada contra el Imperio mogol, inspirados por la herencia de los yoguis Nath y por sus cinco gurús venerados.
Al igual que los dadupanthis, otro grupo ascético-guerrero del norte de la India, la tradición Niranjani Sampraday, también venera a Namdev como una figura santa. Su escritura sagrada, la Niranjani Vani —equivalente a las escrituras de los dadupanthis o de los sijs— incluye poesía de Namdev, y se data entre los siglos XVII y XVIII.
Namdev también es una figura sagrada reverenciada en el sijismo. Es mencionado en el Guru Granth Sahib, donde —según Novetzke— «Namdev es recordado por haber sido convocado a enfrentarse a un sultán». Existe una controversia entre los estudiosos sobre si los himnos de Namdev registrados en el Guru Granth Sahib fueron realmente compuestos por el Namdev maratí, o por otro sant del mismo nombre.
El legado de Namdev perdura a través de la peregrinación bianual a Pandharpur, cerca del río Bhima, en Maharashtra. Sus padukas (huellas sagradas) se cuentan entre las de los sants venerados que las comunidades varkari transportan en una palkhi (palanquín) hasta el templo de Vithoba en Pandharpur cada año en tiempos modernos. Los bhajan-kirtans compuestos por Namdev se siguen cantando durante las festividades asociadas a esta peregrinación.